# ويليام إيرل رووي
ويليام إيرل رووي هو سياسي كندي، ولد في 13 مايو 1894 بهول في الولايات المتحدة، وتوفي في 9 فبراير 1984 في كندا. حزبياً، نشط في حزب أونتاريو المحافظ التقدمي والحزب الكندي التقدمي المحافظ. وقد انتخب Lieutenant Governor of Ontario ‏ (1 مايو 1963 – 4 يوليو 1968) وانتخب عضو برلمان مقاطعة أونتاريو وانتخب عضو مجلس العموم الكندي عن دائرة Dufferin—Simcoe ‏ (1925 – 1963).